# Мајкл Крејз
Мајкл Френсис Крејз (енгл. Michael Francis Craze; Њуквеј, 29. новембар 1942 — Сари, 8. децембар 1998) био је британски глумац. Крејз је најпознатији по улози Бена Џексона у научно-фантастичној серији Доктор Ху.
Крејзов брат је глумац Питер Крејз.
Преминуо је од срчаног удара 8. децембра 1998. у 57. години живота.